# Municipio de East Madison
El municipio de East Madison (en inglés: East Madison Township) es un municipio ubicado en el condado de Polk en el estado estadounidense de Misuri. En el año 2010 tenía una población de 672 habitantes y una densidad poblacional de 10,94 personas por km².

## Geografía
El municipio de East Madison se encuentra ubicado en las coordenadas 37°37′40″N 93°32′28″O / 37.62778, -93.54111. Según la Oficina del Censo de los Estados Unidos, el municipio tiene una superficie total de 61.42 km², de la cual 61,22 km² corresponden a tierra firme y (0,32 %) 0,2 km² es agua.

## Demografía
Según el censo de 2010, había 672 personas residiendo en el municipio de East Madison. La densidad de población era de 10,94 hab./km². De los 672 habitantes, el municipio de East Madison estaba compuesto por el 98,07 % blancos, el 0,45 % eran amerindios, el 0,15 % eran asiáticos, el 0,15 % eran de otras razas y el 1,19 % eran de una mezcla de razas. Del total de la población el 1,93 % eran hispanos o latinos de cualquier raza.